# 表姐，妳好嘢！續集
《表姐，妳好嘢！續集》（英語：Her Fatal Ways II）是一部於1991年6月13日上映的香港警匪喜劇電影，本電影由嘉禾電影(香港)有限公司、寶禾影業有限公司及二友電影製作有限公司製作，由鄭裕玲、李子雄及張堅庭領銜主演。上映日數為37天，總票房排行於第10位。鄭裕玲憑本片獲提名第11屆香港電影金像獎最佳女主角。

## 劇情
鄭碩男（鄭大姐，鄭裕玲飾）成功破案，返回中華人民共和國後踫上與伍天賜（林蛟飾）回鄉的阿雄（李子雄飾）。阿雄在酒店遇上凶殺案，並留在鄭大姐家。後來兩人到香港繼續查案，上演一幕幕搞笑的場面。

## 演員
- 鄭裕玲 飾演 鄭碩男（花名「鄭大姐」，阿勝之姑姐，喜歡伍衛國）
- 李子雄 飾演 阿雄（伍天賜之侄子，喜歡鄭碩男）
- 張堅庭 飾演 阿勝（鄭碩男之侄子兼助手）
- 林蛟 飾演 伍天賜（阿雄之叔）
- 周文健 飾演 徐虎（鄭碩男聘請之助手，喜歡鄭碩男）
- 吳雪雯 飾演 Nancy（阿雄之表妹）

## 插曲
- Beyond《真的愛你》
- 羅文、甄妮《問誰領風騷》
- 王玉珍《洪湖水浪打浪》
- 粵語童謠《麻雀仔》

## 獎項
| 年份 | 頒獎典禮             | 獎項       | 名單   | 結果 |
| ---- | -------------------- | ---------- | ------ | ---- |
| 1992 | 第11屆香港電影金像獎 | 最佳女主角 | 鄭裕玲 | 提名 |

## 外部連結
- 香港影庫上《表姐，妳好嘢！續集》的資料（繁體中文）
- 開眼電影網上《表姐，妳好嘢！續集》的資料（繁體中文）
- 豆瓣电影上《表姐，妳好嘢！續集》的資料 （简体中文）
- 时光网上《表姐，妳好嘢！續集》的資料（简体中文）
- 爛番茄上《表姐，妳好嘢！續集》的資料（英文）
- 互联网电影数据库（IMDb）上《表姐，妳好嘢！續集》的资料（英文）